# 에블린 (영화)
《에블린》(영어: Evelyn)는 2002년에 개봉한 아일랜드의 드라마 영화이다.

## 출연진
- 피어스 브로스넌 - 데즈먼드 도일 역
- 줄리애나 마귤리스 - 버너뎃 비티 역
- 프랭크 켈리 - 헨리 도일 역
- 스티븐 레이 - 마이클 비티 역
- 에이든 퀸 - 닉 배런 역
- 앨런 베이츠 - 톰 코널리 역
- 소피 바버서 - 에벌린 도일 역
- 존 린치 - 수석 변호사 울프 씨 역
- 앤드리아 어빈 - 브리지드 수녀 역
- 캐런 아디프 - 펄리시티 수녀 역

## 우리말 녹음
KBS 성우진 (2003년 12월 25일)
- 김도현 - 도일(피어스 브로스넌)
- 차명화 - 에벌린(소피 바버서)
- 유강진 - 코널리(앨런 베이츠)
- 오세홍 - 배런(에이든 퀸)
- 최흘 - 린치 판사(돈 폴리)
- 온영삼 - 할아버지
- 문지현 - 펄리시티 수녀(캐런 아디프)
- 김혜미 - 브리지드 수녀(앤드리아 어빈)
- 정옥주 - 버너뎃(줄리애나 마귤리스)
- 이종구 - 페리스 판사(코너 에번스)
- 김규식 - 휴 캐닝(브라이언 맥그래스)
- 이근욱 - 장관
- 장승길 - 비티(스티븐 레이)
- 홍승섭 - 검사
- 이장원 - 경찰
- 이규석 - 아나운서